# 15786 Hoshioka
15786 Hoshioka è un asteroide della fascia principale. Scoperto nel 1993, presenta un'orbita caratterizzata da un semiasse maggiore pari a 1,8831725 au e da un'eccentricità di 0,0475264, inclinata di 22,48369° rispetto all'eclittica.